# 梅好斎
梅好斎（ばいこうさい、生没年不詳）とは江戸時代の大坂の浮世絵師、狂歌師。

## 来歴
流光斎如圭の門人かといわれる。大坂の人で陰山氏。俗称は三郎兵衛。梅好斎と号す。狂歌名は白縁斎梅好。今橋筋の書肆塩屋主人であった。狂歌師としては明和から文政期に活躍した他、文化期に作画をしている。

## 作品
- 「まつたしばらく・九世森田勘弥」 細判校合摺 文化2年正月 大坂角座『まつたしばらく今入姿』より